# Devon Dotson
Devon Dotson   (Chicago, 2 d'agost de 1999) és un jugador de bàsquet estatunidenc que des de l'estiu de 2024 pertany a la plantilla del Club Joventut Badalona de la lliga ACB. Amb 1,85 metres d'alçada ocupa la posició de base.

## Trajectòria esportiva

### Universitat
Va jugar dues temporades amb els Jayhawks de la Universitat de Kansas, en les quals va fer una mitjana de 14,9 punts, 3,8 rebots, 3,7 assistències i 1,7 robatoris de pilota per partit. A la seva segona temporada va ser inclòs al costat del seu company Udoka Azubuike en el segon equip All-American, apareixent a més en el millor quintet de la Big 12 Conference. Ja en la seva primera temporada havia aparegut en el millor quintet de rookies de la conferència i en el tercer millor quintet absolut.

### Professional
Després de no ser triat en el Draft de l'NBA de 2020, el 19 de novembre va signar un contracte dual amb els Chicago Bulls de l'NBA i la seva filial en la G League, els Windy City Bulls. El 16 de gener de 2022 va ser acomiadat pels Bulls.
El 20 de novembre de 2022 signa contracte two-way amb els Washington Wizards passant gran part de la temporada assignat a la seva filial, el Capital City Go-Go de la G-League. Va passar dues temporades jugant de manera discontínua amb l'equip de Washington, amb els que va arribar a fer una mitjana de 16,2 punts, 5 rebots i 6,2 assistències.
El 18 de març de 2024 signa per l'Obradoiro CAB de la Lliga Endesa per intentar ajudar a aconseguir la salvació del conjunt gallec. En 9 partits aconseguiria unes mitjanes de 13 punts, 2,9 rebots i 2,7 assistències en 25:06 minuts de mitjana, cridant l'atenció d'alguns clubs europeus per la seva faceta anotadora. Aquell mateix estiu fitxa pel Club Joventut Badalona.